# Médon fils de Pylade
Pour les articles homonymes, voir Médon.
Dans la mythologie grecque, Médon ou Médéon (en grec ancien Μέδων / Médôn, Μεδεών / Medeōn ou Μηδεών / Mêdeōn, « seigneur ») est le fils de Pylade et d'Électre et le frère de Strophios,.
La ville de Médéon (de), en Phocide, a été baptisée de son nom,.

## Littérature
- Heinrich Wilhelm Stoll (de), Medeon, in Wilhelm Heinrich Roscher (Hrsg.), Ausführliches Lexikon der griechischen und römischen Mythologie, Band 2,2, Leipzig 1897, Sp. 2515–2515 (numérisé).
- Adolf Schirmer (de), Medon 5, in Wilhelm Heinrich Roscher (Hrsg.), Ausführliches Lexikon der griechischen und römischen Mythologie, Band 2,2, Leipzig 1897, Sp. 2517 (numérisé).
- Anton Westermann (en), Stephani Byzantii Ἐθνικῶν quae supersunt, Leipzig 1839, S. 194 (online)

## Liens web
- (en) Medeon dans le Greek Myth Index.